# Sigmundsherberg (stacja kolejowa)
Sigmundsherberg (niem.: Bahnhof Sigmundsherberg) – stacja kolejowa w gminie Sigmundsherberg, w kraju związkowym Dolna Austria, w Austrii. Stacja jest węzłem dla 3 linii: wybudowanej w 187 Zellerndorf-Sigmundsherberg zbudowanej przez Österreichische Nordwestbahn, Kamptalbahn otwartej w 1889, oraz biegnącej z Wiednia do Gmünd Franz-Josefs-Bahn zbudowanej w 1870.

## Infrastruktura
Budynek dworca ma ogrzewaną poczekalnię z miejscami do siedzenia i sanitariaty. Na peronie 1 znajdują się kioski z bezpłatnymi gazetami Heute i Österreich. Stacja ma 3 główne tory, które obsługują ruch pasażerski. Oba perony wyspowy i krawędziowy są połączone za pomocą kładki nad torami.

## Linie kolejowe
- Linia Franz-Josefs-Bahn
- Linia Zellerndorf – Sigmundsherberg
- Linia Kamptalbahn

## Połączenia
| Linia  | Trasa                                                                                               | Takt (min)                 | Jednostka szt/ezt                | Uwagi                            |
| ------ | --------------------------------------------------------------------------------------------------- | -------------------------- | -------------------------------- | -------------------------------- |
| REX    | Sigmundsherberg – Eggenburg – Tulln an der Donau – Wien Franz-Josefs-Bahnhof                        | ~120                       | ÖBB 4020                         | w godzinach szczytu, co 60 minut |
| REX    | České Velenice/Gmünd – Sigmundsherberg – Eggenburg – Tulln an der Donau – Wien Franz-Josefs-Bahnhof | ~120                       | Dwupokładowe jednostki push-pull | w godzinach szczytu, co 60 minut |
| REX, R | Sigmundsherberg – Horn (– Gars am Kamp – Krems an der Donau)                                        | ~60 (poszczególne pociągi) | ÖBB 5047                         | połączenia godzinowe do Wiednia  |

Z dworca kursują regularne połączenia autobusowe do Horn, Weitersfeld, Pulkau, Jetzelsdorf i Eggenburg.